# Escudo de Bimenes

El escudo de Bimenes carece de sanción legal. Es cuarteado en cruz.
- En el primer cuartel: castillo, león y báculo. Es el escudo de armas de la orden Benedictina, representada aquí por el convento de San Vicente de Oviedo.

- En el segundo cuartel: jaquelado de quince piezas. Son las armas de Álvarez Asturias, de esta familia existen numerosas variantes de sus escudos.

- En el tercer cuartel: águila en sable, son las armas de la familia Estrada.

- En el cuarto cuartel: cinco palos de sinople y una quilla de barca con el lema "BALVIDARES", que es el escudo de armas de Balvidares, familia oriunda de este concejo.

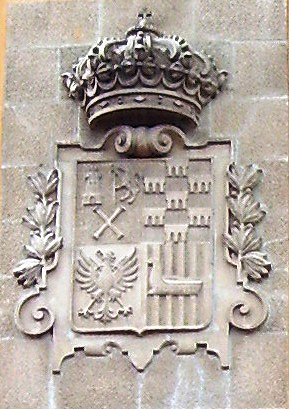
Escudo del ayuntamiento.

- Datos: Q8777851